# Belleherbe
Belleherbe ist eine französische Gemeinde mit 626 Einwohnern (Stand: 1. Januar 2022) im Département Doubs in der Region Bourgogne-Franche-Comté. Sie gehört zum Arrondissement Montbéliard und zum Gemeindeverband Pays de Sancey-Belleherbe.

## Geographie
Die Gemeinde Belleherbe liegt auf 740 m Höhe etwa elf Kilometer westlich von Maîche und etwa 30 km südsüdwestlich der Stadt Montbéliard (Luftlinie). Das Dorf erstreckt sich im Jura an aussichtsreicher Lage an einem leicht nach Osten geneigten Hang des Höhenrückens, der das Tal des Dessoubre auf seiner Nordwestseite begleitet. Das Gemeindegebiet gehört zum Regionalen Naturpark Doubs-Horloger.
Die Fläche des 16,13 km² großen Gemeindegebiets umfasst einen Abschnitt des französischen Juras. Der zentrale Teil des Gebietes wird vom Höhenrücken eingenommen, der die Hochfläche nordwestlich des Dessoubre-Tals überragt und sich vom Belmont bei Pierrefontaine-les-Varans im Südwesten bis zum Montaigu im Nordosten hinzieht. Dieser Höhenzug gliedert sich in verschiedene Kuppen und Hügel auf, die teils bewaldet, teils mit Wiesen- und Weideland bestanden sind. Mit 854 m wird auf der Höhe von Chamesey die höchste Erhebung von Belleherbe erreicht. Die Kuppen sind im Allgemeinen etwa 100 m höher als die sie umgebende Hochfläche (durchschnittlich auf 700 m). Die östliche Abgrenzung verläuft meist entlang der Oberkante des Steilabfalls zum Talsystem des Dessoubre. Mit einem schmalen Zipfel reicht der Gemeindeboden nach Nordosten bis zum Montaigu. Nach Westen erstreckt sich das Gemeindeareal über den Höhenrücken in das Becken von Pierrefontaine.
Zu Belleherbe gehören neben dem eigentlichen Ort auch verschiedene Weiler und zahlreiche Einzelhöfe, darunter:
- La Violette (730 m) im äußersten Nordosten des Beckens von Pierrefontaine
- Ebey (765 m) auf der Höhe westlich von Belleherbe
- Les Plains (690 m) auf der Hochfläche nordwestlich des Dessoubre-Tals
- Droitfontaine (705 m) auf einer Geländeterrasse südwestlich des Montaigu

Nachbargemeinden von Belleherbe sind Surmont, Provenchère, La Grange und Froidevaux im Norden, Les Terres-de-Chaux, Valoreille, Vauclusotte, Cour-Saint-Maurice und Vaucluse im Osten, Charmoille und Chamesey im Süden sowie Pierrefontaine-les-Varans und Laviron im Westen.

## Geschichte
Im Mittelalter gehörte Belleherbe zum Herrschaftsgebiet von Saint-Maurice. Zusammen mit der Franche-Comté gelangte das Dorf mit dem Frieden von Nimwegen 1678 an Frankreich. Zu einer Gebietsveränderung kam es im Jahr 1972, als das vorher selbständige Droitfontaine nach Belleherbe eingemeindet wurde.

### Bevölkerungsentwicklung
| Jahr                       | 1962 | 1968 | 1975 | 1982 | 1990 | 1999 | 2006 | 2015 | 2022 |
| Einwohner                  | 583  | 628  | 650  | 617  | 629  | 574  | 588  | 604  | 626  |
| Quellen: Cassini und INSEE |      |      |      |      |      |      |      |      |      |

Mit 626 Einwohnern (Stand: 1. Januar 2022) gehört Belleherbe zu den kleinen Gemeinden des Département Doubs. Nachdem die Einwohnerzahl in der ersten Hälfte des 20. Jahrhunderts abgenommen hatte (1881 wurden noch 743 Personen gezählt), wurden seit Beginn der 1980er Jahre nur noch geringe Schwankungen verzeichnet.

## Sehenswürdigkeiten
- Die Kirche Notre-Dame de l’Assomption wurde 1754 erbaut und besitzt bedeutende Wandgemälde.
- Am Waldrand oberhalb des Dorfes befindet sich die 1857 errichtete Chapelle de la Combe.
- Weitere Gotteshäuser stehen in den Ortschaften Droitfontaine und La Violette.

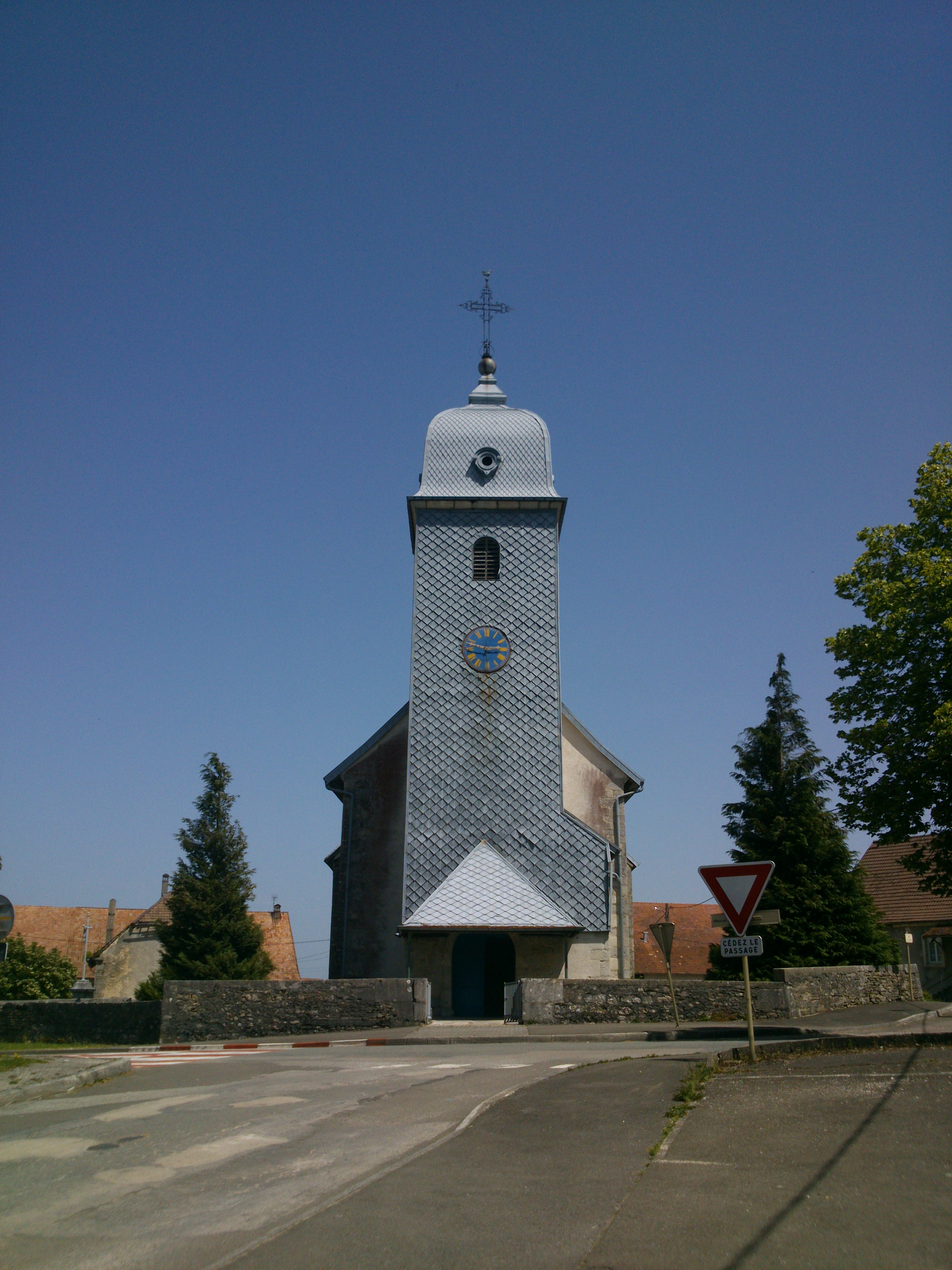
Kirche Notre-Dame de l’Assomption

## Wirtschaft und Infrastruktur
Belleherbe war bis weit ins 20. Jahrhundert hinein ein vorwiegend durch die Landwirtschaft (Viehzucht und Milchwirtschaft, etwas Acker- und Obstbau) geprägtes Dorf. Daneben gibt es heute einige Betriebe des lokalen Kleingewerbes, vor allem im Bereich des Einzelhandels. Mittlerweile hat sich das Dorf auch zu einer Wohngemeinde gewandelt. Viele Erwerbstätige sind deshalb Wegpendler, die in den größeren Ortschaften der Umgebung ihrer Arbeit nachgehen.
Die Ortschaft liegt abseits der größeren Durchgangsstraßen an einer Departementsstraße, die von Maîche nach Sancey-le-Grand führt. Weitere Straßenverbindungen bestehen mit Pierrefontaine-les-Varans, Charmoille, Valoreille und Les Terres-de-Chaux.